# En la búsqueda
En la búsqueda es el nombre del álbum debut del artista puertorriqueño de reguetón, Quest.
El álbum el cual fue lanzado bajo el sello de Funkytown Music, contiene 15 canciones y cuenta con colaboraciones de Funky, Karina, Triple Seven, P-Toh y Dr. P.

## Antecedentes y producción
Quest decide hacer un demo con su amigo P-Toh, con la esperanza de que lo escuchara alguien representativo en el medio cristiano, posteriormente, conoce al salmista Charlie Hernández quien se convertiría en el puente para llegar a Funky. De este modo, se abre la puerta para grabar en grande, debutando con la producción Los Vencedores (Funkytown Music), donde Quest hace su aparición con el tema Buscando de Él, mientras P-Toh  lo hace con la canción Firme.
Quest no tan solo tuvo una pequeña participación en el disco como aparenta ser, si no que también compuso el coro de la tan reconocida canción "Tu Fuego Me Quema" Interpretada por Sammy.
Después del impacto alcanzado con Los Vencedores, Funky decide trabajar en la primera producción de Quest como solista titulada En La Búsqueda, un disco lanzado en Expolit 2005 a través del Grupo CanZion por medio del convenio firmado por Funkytown Music.
A pesar de la “invasión” de reguetón, que se presenta en el medio musical contemporáneo, pocos productos presentan la calidad de En la Búsqueda; según los conocedores, el hecho corresponde a la experiencia adquirida por Quest como DJ en las presentaciones en vivo de Funky, sumado a su trayectoria como productor. A grandes rasgos, se considera que En la Búsqueda es uno de los discos más relevantes de este género, pues el enfoque proyectado por Quest es hacer música que sea adoración y alabanza pero al ritmo del reguetón

## Lista de canciones
| N.º | Título                                         | Duración |  |
| 1.  | «Intro»                                        | 1:32     |  |
| 2.  | «Yo No Quiero»                                 | 2:22     |  |
| 3.  | «Gracias Señor»                                | 2:48     |  |
| 4.  | «Si Tu No Estas»                               | 3:07     |  |
| 5.  | «En El Día De Ayer» (featuring Funky y Karina) | 3:46     |  |
| 6.  | «Interlude»                                    | 0:46     |  |
| 7.  | «No La Busques A Ella»                         | 3:13     |  |
| 8.  | «Tal Como soy» (featuring Triple Seven)        | 2:56     |  |
| 9.  | «Lo Que Yo Quiero Hacer» (featuring P-Toh)     | 2:11     |  |
| 10. | «Siento Que Tu Me Llamas»                      | 2:34     |  |
| 11. | «Otro Día Mas» (featuring Aby de Triple Seven) | 3:08     |  |
| 12. | «Pensando En Ti» (featuring Dr. P)             | 3:01     |  |
| 13. | «La Tierra Que Gime»                           | 2:26     |  |
| 14. | «Quiero Estar Contigo» (featuring Karina)      | 3:26     |  |
| 15. | «Señor»                                        | 3:12     |  |

## Remixes
| N.º | Título                 | Duración |  |
| 1.  | «Yo No Quiero (Remix)» | 3:17     |  |